# Laticilla
Laticilla (grastimalia's) is een geslacht van zangvogels uit de familie Pellorneidae. De wetenschappelijke naam van het geslacht is voor het eerst geldig gepubliceerd in 1845 door Edward Blyth.

## Soorten
De volgende soorten zijn bij het geslacht ingedeeld:
- Laticilla burnesii  – Langstaartgrastimalia
- Laticilla cinerascens  – Moerasgrastimalia